# 小行星7001
小行星7001（英語：7001 Noether）是一颗围绕太阳公转的小行星。1955年3月14日，Indiana University在摩根县发现了此天体。
这颗小行星的绝对星等为278.59165等。